# Cestrum hassleri
Cestrum hassleri är en potatisväxtart som beskrevs av Francey. Cestrum hassleri ingår i släktet Cestrum och familjen potatisväxter. Inga underarter finns listade i Catalogue of Life.